# یوگنی دونسکوی
یِوگِنی دونسکوی (انگلیسی: Evgeny Donskoy؛ زاده ۹ مهٔ ۱۹۹۰) یک تنیس‌باز اهل روسیه است.